# 各務茂夫
各務 茂夫（かがみ しげお）は、日本の実業家、経営学者。東京大学教授、開志専門職大学学長、コーポレイト・ディレクション創業パートナー、アイセックジャパン会長、日本ベンチャー学会会長等を歴任。

## 人物
1982年に一橋大学商学部を卒業し、ボストン・コンサルティング・グループコンサルタント就任。
1986年国内初の独立系戦略系コンサルティングファームであるコーポレイト・ディレクションの設立に参画し、1997年退職まで、創業パートナー、取締役主幹、米国ロサンゼルス事務所長等を歴任。1989年IMEDE（現国際経営開発研究所）経営学修士（MBA）。
2000年ケース・ウェスタン・リザーブ大学経営学博士。学位取得後、世界最大のエグゼクティブ・サーチ会社の一つハイドリックアンドストラグルズにパートナーとして入社、コーポレートガバナンス改革に取り組んだ。
2002年東京大学大学院薬学系研究科助教授に就任。2004年東京大学東京大学産学連携本部教授、産学連携本部事業化推進部長、東京大学エッジキャピタル監査役に就任（～13年）。2007年から東京大学大学院工学系研究科技術経営戦略学専攻兼担、東京大学知的資産経営総括寄付講座兼担。
2013年4月東京大学産学連携本部イノベーション推進部長、アイセックジャパン代表理事・会長。2017年モルフォ取締役。2020年東京大学大学院工学系研究科教授、産学協創推進本部副本部長、日本ベンチャー学会会長。2025年開志専門職大学学長。この間、名古屋商科大学大学院マネジメント研究科客員教授等を務めるほか、北見工業大学、筑波大学、東京工業大学、千葉大学、京都大学大学院工学研究科等でも教鞭を執った。
産学連携、大学発ベンチャー支援、インキュベーション、アントレプレナーシップ教育等に取り組み、日本ベンチャー学会第1回松田修一賞受賞（2015年）。

## 親族
経営学者の各務洋子（駒澤大学学長）は妻。

## 著作
- 『コンサルの光と闇 (中央公論ダイジェスト)』（冨山和彦他と共著）中央公論新社 2023年